# نیو کینگزتاون (پنسیلوانیا)
نیو کینگزتاون (به انگلیسی: New Kingstown) یک منطقهٔ مسکونی در ایالات متحده آمریکا است که در شهرستان کامبرلند، پنسیلوانیا واقع شده‌است. نیو کینگزتاون ۴٫۱ کیلومتر مربع مساحت و ۴۹۵ نفر جمعیت دارد.